# Equação de Born-Landé
A equação de Born-Landé fornece o valor da energia reticular de um composto iônico. Em 1918 Max Born e Alfred Landé propuseram que a energia da rede cristalina poderia ser derivada a partir do potencial eletrostático da rede iônica e do termo de energia potencial repulsiva.
{\displaystyle E=-{\frac {N_{A}Mz^{+}z^{-}e^{2}}{4\pi \epsilon _{o}r_{0}}}\left(1-{\frac {1}{n}}\right)} (Joules/mol)
onde
{\displaystyle \,N_{A}} = número de Avogadro
{\displaystyle \,M} = constante de Madelung, relacionada com a geometria do cristal.
{\displaystyle \,z^{+}} = carga do cátions em unidade eletrostática
{\displaystyle \,z^{-}} = carga do ânion em unidade eletrostática
{\displaystyle \,e} = carga elementar, 1,6022×10−19 C
{\displaystyle \,\epsilon _{o}} = permissividade, {\displaystyle \,4\pi \epsilon _{o}} = 8,8541878176×10−12 F m
{\displaystyle \,r_{0}} = distância do íon mais próximo em metros
{\displaystyle \,{n}} = expoente de Born, um número entre 5 e 12, determinado experimentalmente pela medida de compressibilidade do sólido ou derivado teoricamente.

## Energias de retículos
Os valores fornecidos pela equação de Born-Landé resultam em valores razoáveis para a energia de retículo
| Composto | Energia de retículo calculado | Energia de retículo medida experimentalmente |
| -------- | ----------------------------- | -------------------------------------------- |
| NaCl     | −756 kJ/mol                   | −787 kJ/mol                                  |
| LiF      | −1007 kJ/mol                  | −1046 kJ/mol                                 |
| CaCl2    | −2170 kJ/mol                  | −2255 kJ/mol                                 |